# فرودگاه صحرایی ادمونتون/کلمار
فرودگاه صحرایی ادمونتون/کلمار (به انگلیسی: Edmonton/Calmar (Maplelane Farm) Aerodrome) یک فرودگاه همگانی است که یک باند فرود چمن دارد و طول باند آن ۹۷۹ متر است. این فرودگاه در شهر کلمار، آلبرتا کشور کانادا قرار دارد و در ارتفاع ۷۶۸ متری از سطح دریا واقع شده است.